# Lucien Dubois
Pour l’article homonyme, voir Dubois.
Lucien Dubois (30 avril 1893 - 8 novembre 1948) est un agriculteur et homme politique fédéral du Québec.

## Biographie
Né à Gentilly dans la région du Centre-du-Québec, M. Dubois étudia au Collège d'Arthabaska. Il est également l'auteur d'un livre portant sur l'histoire de Gentilly et parut en 1935.
Élu député du Parti libéral du Canada dans la circonscription fédérale de Nicolet en 1930, il sera réélu dans Nicolet—Yamaska en 1935, 1940 et en 1945. Il mourut en fonction en 1948.